# Можне
Можне (пол. Możne, нім. Moossnen) — село в Польщі, у гміні Олецько Олецького повіту Вармінсько-Мазурського воєводства.
Населення — 163 особи (2011).
У 1975-1998 роках село належало до Сувальського воєводства.

## Демографія
Демографічна структура станом на 31 березня 2011 року:
|          | Загалом | Допрацездатний вік | Працездатний вік | Постпрацездатний вік |
| -------- | ------- | ------------------ | ---------------- | -------------------- |
| Чоловіки | 85      | 18                 | 62               | 5                    |
| Жінки    | 78      | 15                 | 51               | 12                   |
| Разом    | 163     | 33                 | 113              | 17                   |